# Alexander von Kluck
Alexander Heinrich Rudolph von Kluck (Münster, 20 maggio 1846 – Berlino, 19 ottobre 1934) è stato un generale tedesco.
Proveniente da una famiglia non nobile della Vestfalia, effettuò una rapida ascesa per merito all'interno dell'esercito prussiano e poi dell'esercito tedesco riunificato. Nel 1909 ottenne il titolo nobiliare in riconoscimento della brillante carriera.
Ufficiale estremamente determinato e aggressivo, fortemente indipendente e risoluto, ebbe il comando all'inizio della prima guerra mondiale della 1ª Armata, la formazione più potente dell'esercito tedesco con la quale diresse con grande energia e decisione la lunga avanzata dal confine belga fino alla periferia di Parigi.
Durante la prima battaglia della Marna, agendo in modo autonomo senza coordinare le sue manovre con gli altri generali, ritenne di essere in grado di vincere la battaglia e conquistare la capitale nemica; von Kluck sembrava sul punto di raggiungere il successo quando la critica situazione complessiva dell'esercito tedesco, causata anche dai suoi errori e dalla sua eccessiva aggressività, costrinse alla ritirata generale di tutte le forze determinando la sconfitta finale tedesca nella battaglia.

## Biografia

### Inizio della carriera
Originario di Munster in Vestfalia, quinto dei sei figli di Rudolf Kluck, funzionario governativo, e di sua moglie Betty, Alexander non era quindi di origini nobiliari e raggiunse i suoi brillanti risultati nella carriera soprattutto grazie alle sue capacità e alla sua determinazione. Entrato nell'Esercito prussiano nel 1865, l'anno seguente partecipò con il grado di tenente alla guerra austro-prussiana del 1866, distinguendosi in vari combattimenti. Durante la guerra franco-prussiana svolse il compito di comandante di compagnia nel VII corpo d'armata vestfaliano e rimase ferito alla battaglia di Colombey, ricevendo per il valore la Croce di ferro.
Negli anni seguenti Kluck continuò regolarmente la carriera militare, ottenendo, in riconoscimento delle sue qualità di ufficiale, incarichi sempre più importanti. Dopo aver svolto ruoli di insegnamento in alcune scuole militari, dal 1896 al 1898 comandò un reggimento di fanteria a Bromberg; promosso generale nel 1899, nel 1902 assunse il comando di una divisione. Salito al grado di generale di fanteria, ricevette nel 1906 l'incarico di comandante del V corpo d'armata a Posen. Nel 1907 venne trasferito alla guida del I corpo d'armata a Königsberg; infine nel 1913 assunse, con il grado di colonnello generale, la direzione dell'VIII Ispettorato dell'esercito a Berlino, ruolo equivalente in tempo di pace a quello di comandante in capo di un'armata in guerra.
Efficiente, energico, impegnato soprattutto in incarichi di comando delle truppe sul campo e non proveniente dal prestigioso Stato maggiore generale tedesco, Kluck ricevette il titolo nobiliare per i suoi meriti nel 1909.

### La marcia su Parigi
Il generale von Kluck venne prescelto ancor prima della guerra mondiale per guidare l'armata principale dell'esercito tedesco destinata a marciare su Parigi; lo stesso Guglielmo II lo comunicò nel 1913 al re del Belgio Alberto II per intimorirlo durante una visita del sovrano belga a Berlino. Con baffi e capelli neri e un aspetto duro e inflessibile, von Kluck era un comandante aggressivo e risoluto che cercava sempre di imporre la sua volontà e manteneva rapporti difficili con i suoi sottoposti.
Effettivamente all'inizio della prima guerra mondiale ricevette il comando della 1ª Armata, la formazione più numerosa e dotata di maggiore potenza offensiva dell'esercito tedesco, incaricata di marciare all'ala destra dello schieramento, attraversare il Belgio a nord di Liegi e irrompere in Francia, aggirando con un'avanzata a nord-ovest di Parigi, l'intero esercito francese. Si trattava della missione più importante e decisiva prevista dal piano Schlieffen. L'armata del generale von Kluck era formata, all'inizio della campagna, da sei corpi d'armata con 320.000 soldati e 780 cannoni, con una densità media di 11.000-11.500 soldati per chilometro di fronte, la più elevata dell'intero schieramento tedesco.

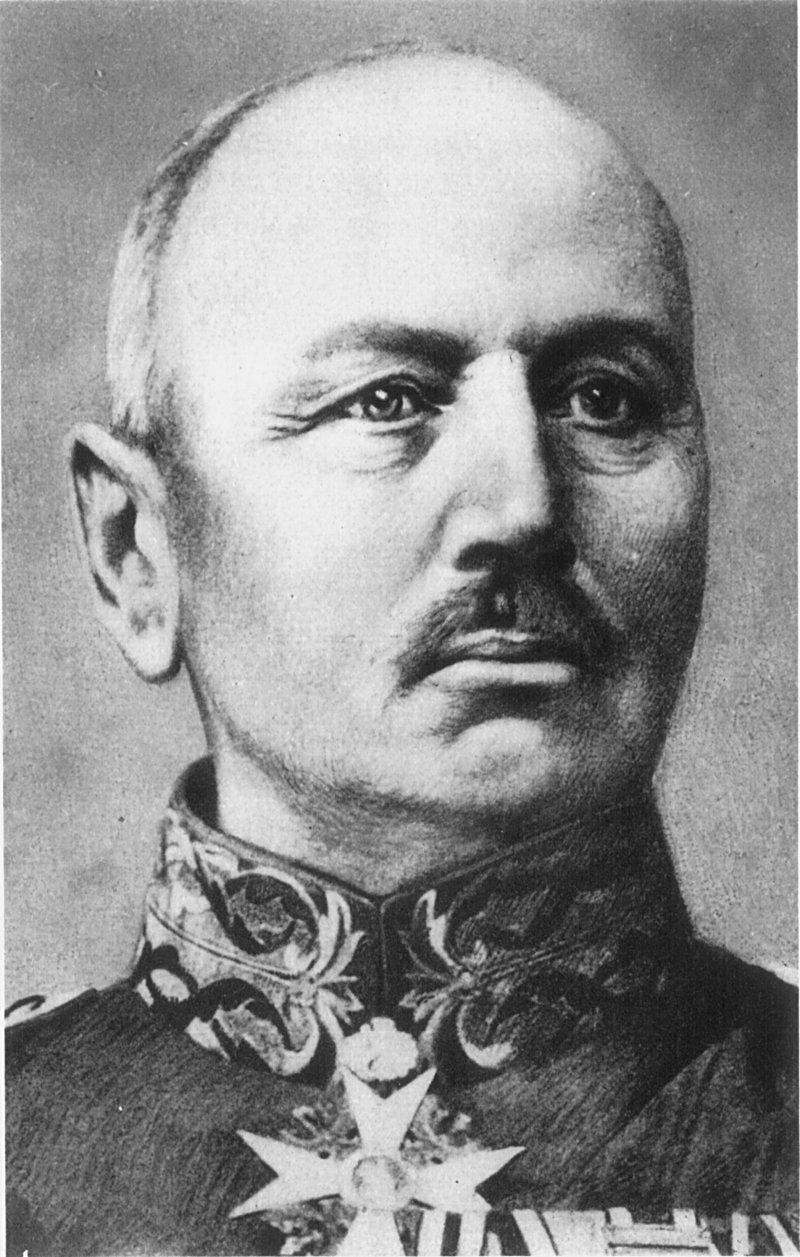
Ritratto del generale von Kluck.

Von Kluck mostrò grande energia e determinazione fin dall'inizio dell'avanzata che venne peraltro subito intralciata dall'inattesa resistenza dell'esercito belga; il generale mostrò disappunto per l'abile tattica ritardatrice del nemico e ammise di non essere riuscito a "battere definitivamente" l'esercito belga che riuscì a trovare scampo ad Anversa. L'armata del generale von Kluck, nonostante queste difficoltà, sembrava avanzare in modo inarrestabile: il 20 agosto i tedeschi entrarono a Bruxelles. La marcia dei soldati di von Kluck era stata caratterizzata da un comportamento molto duro verso la popolazione belga; il generale lamentò la presenza di una "guerriglia estremamente aggressiva" da parte di cosiddetti franchi tiratori e prese disposizioni durissime che prevedevano "severe e spietate rappresaglie". Città e villaggi, tra cui Lovanio, furono incendiati, si procedette alla cattura di ostaggi, a fucilazioni e depredazioni.
Il 23 agosto la 1ª Armata entrò in contatto con le truppe del corpo di spedizione britannico; il generale von Kluck era deciso a "attaccare e disperdere gli inglesi" ma, avendo solo notizie imprecise sullo loro sbarco sul continente e sulla loro posizione, fu sorpreso dalla loro presenza. La battaglia di Mons il 23 e 24 agosto si concluse con la ritirata britannica ma le truppe tedesche subirono forti perdite. Anche nelle successive battaglie di Landrecies e di Le Cateau il generale, pur costringendo il nemico a battere precipitosamente in ritirata, non riuscì a distruggere il corpo di spedizione britannico. Il generale tuttavia era molto ottimista; dopo la serie di vittorie, il 27 agosto descrisse i britannici come "in piena ritirata"..."incapaci ormai di opporre una seria resistenza alla nostra avanzata".

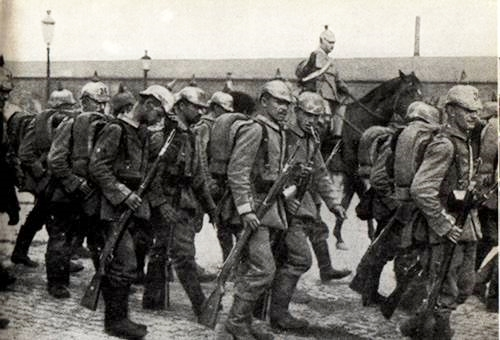
Le truppe della 1ª Armata del generale von Kluck in marcia durante la grande avanzata verso Parigi.

Le truppe del generale continuavano a marciare al ritmo di 30 o 40 chilometri al giorno, molto più rapidamente delle altre armate tedesche; von Kluck sollecitava i suoi uomini a proseguire senza rallentare; i soldati venivano fatti sostare ai bordi della strada in modo che fossero subito pronti dopo il riposo a riprendere la marcia. La prestazione e le vittorie della 1ª Armata furono riconosciute dal Kaiser in persona che il 28 agosto inviò un telegramma a von Kluck in cui manifestava "imperiale gratitudine" per le "vittorie decisive" e per l'avanzata "nel cuore della Francia".
In questa fase il generale von Kluck iniziò ad ipotizzare un cambiamento nella direzione di marcia della sua armata, convinto di potere aggirare e sbaragliare la 5ª Armata francese, egli propose al generale Karl von Bülow, il prudente comandante della 2ª Armata, che avanzava sul suo fianco sinistro, con il quale durante la campagna von Kluck aveva avuto continui contrasti sulla condotta delle operazioni di convergere insieme verso sud-est, lasciando da parte temporaneamente Parigi.
Il 30 agosto il quartier generale dell'armata venne stabilito a Lassigny, a nord di Compiègne, dove il proprietario della villa requisita per accogliere il posto di comando ebbe modo di vedere il generale tedesco descrivendolo come una specie di Attila moderno, di grande prestanza fisica, dall'aspetto truce e arrogante, "lo sguardo incuteva paura", aveva "un'aria terribile". Il generale era fiducioso, sulla destra le sue truppe avevano respinto deboli forze francesi, mentre davanti alla sua armata non c'era più traccia dei britannici che sembravano in completa rotta; von Kluck riteneva soprattutto essenziale non dare tempo al nemico di riorganizzarsi.
Il 30 agosto von Kluck decise definitivamente di cambiare direzione di marcia; le sue truppe deviarono a sud-est verso Compiegne e Noyon. Convinto di poter aggirare il fianco sinistro nemico e non preoccupato da possibili attacchi provenienti dalla  regione parigina contro il suo fianco destro scoperto, il generale lasciò solo un corpo d'armata a nord della Marna e diresse con grande energia l'avanzata a sud del fiume degli altri quattro corpi della 1ª Armata. L'Alto comando tedesco diede la sua approvazione a questo sorprendente e rischioso movimento.

### Battaglia della Marna
Il 2 settembre 1914 il generale Helmuth von Moltke, capo di Stato maggiore generale, divenne finalmente consapevole dei rischi a cui era esposto l'esercito tedesco a causa della deviazione decisa da von Kluck e diramò una nuova direttiva che ordinava l'arresto della marcia verso sud della 1ª Armata e il suo "scaglionamento" verso sud-ovest a protezione della 2ª Armata del generale von Bülow. Il generale von Kluck, molto irritato da queste disposizioni che assegnavano un ruolo difensivo alla sua armata, non era intenzionato a obbedire; sicuro di potere raggiungere la vittoria, egli ancora il 3 settembre continuò a far marciare il grosso delle sue truppe verso sud-est.

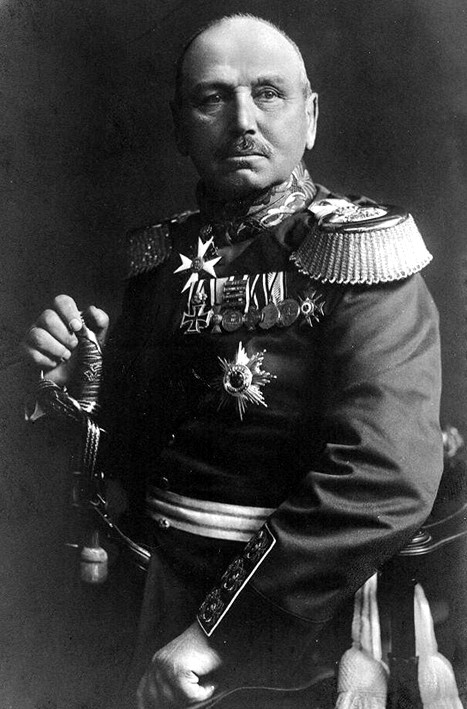
Il generale von Kluck.

I soldati della 1ª Armata erano esausti a causa della lunga e sfibrante avanzata, ma von Kluck il 4 settembre comunicò direttamente all'Alto comando che non riteneva opportuno interrompere l'avanzata e che era necessario sfruttare l'"azione coraggiosa delle sue truppe". Nonostante qualche dubbio del suo capo di stato maggiore, generale Hermann von Kuhl, il generale, sempre più impaziente di raggiungere la vittoria finale, non si preoccupò della carenza di rifornimenti e dell'artiglieria pesante rimasta indietro e non fermò le sue truppe che il 3 settembre passarono a sud della Marna e quindi attraversarono anche il Grand Morin. Von Kluck trasferì il suo quartier generale a Rebais per stare più vicino alle avanguardie.
Finalmente il 5 settembre due fatti nuovi e inattesi cambiarono completamente la situazione; giunse notizia che il corpo d'armata rimasto a nord della Marna a copertura del fianco destro era stato attaccato da numerose forze francesi e arrivò al quartier generale il   tenente colonnello Richard Hentsch inviato dal generale von Moltke per convincere il generale von Kluck a eseguire gli ordini. Von Kluck accettò di arrestare la sua avanzata e decise di cambiare tutto il suo schieramento per affrontare l'attacco proveniente dalla regione di Parigi contro il suo fianco destro; tuttavia il generale, ancora animato da grande spirito offensivo, decise imprudentemente di trasferire subito a marce forzate tutti i quattro corpi d'armata a nord verso l'Ourcq, lasciando in questo modo un ampio varco quasi indifeso tra la sua armata e la 2ª Armata del generale von Bülow rimasta a sud della Marna. Egli riteneva di avere il tempo di concentrare le sue forze, sconfiggere l'armata di Parigi e conquistare la capitale prima che i franco-britannici potessero sfruttare il varco aperto nelle linee dalla sua audace manovra.
Per quattro giorni von Kluck combatté tenacemente contro l'armata francese di Parigi e il mattino del 9 settembre credette di essere vicino alla vittoria; mostrando ancora fiducia e determinazione, ai suoi generali disse che la battaglia sarebbe stata vinta con un ultimo attacco in quella giornata. In realtà la situazione dei tedeschi stava peggiorando in modo catastrofico negli altri settori del fronte a causa del varco aperto che i britannici e i francesi stavano sfruttando avanzando tra l'ala sinistra di von Kluck e l'ala destra di von Bülow. Era già in corso una ritirata generale delle altre armate e nella tarda mattinata del 9 settembre il tenente colonnello Hentsch fece ritorno per ordinare a von Kluck di interrompere la battaglia e ritirarsi verso Soissons. Il generale dovette ubbidire all'ordine e nel pomeriggio la 1ª Armata iniziò la ritirata.
La grande avanzata del generale von Kluck su Parigi terminò quindi con un fallimento e con la sconfitta tedesca nella prima battaglia della Marna.

### Gli ultimi anni
Dopo la fase di stabilizzazione del fronte e l'inizio della guerra di trincea, von Kluck mantenne il comando della sua armata fino al marzo 1915 quando venne gravemente ferito alle gambe da un proiettile d'artiglieria mentre si trovava sulla prima linea. Il 28 marzo 1915 ricevette l'Ordine Pour le Mérite, la massima onorificenza al valore della Germania imperiale. A causa della gravità delle sue ferite, si ritirò dal servizio attivo nell'ottobre dell'anno successivo. Nel 1920 scrisse le sue memorie di guerra, Der Marsch auf Paris und die Marneschlacht 1914, in cui descrisse dal suo punto di vista la campagna del 1914, cercando di spiegare il suo comportamento e la motivazione delle sue decisioni operative.
Morì nel 1934 a Berlino ed ebbe i funerali di Stato; fu sepolto nella Südwestkirchhof di Berlino-Stahnsdorf dove riposa tuttora.
Le decisioni del generale von Kluck durante la campagna del 1914 hanno suscitato grandi polemiche e controversie sia tra i protagonisti dei fatti che tra gli storici; in particolare molti hanno ritenuto che l'eccessiva indipendenza e imprudenza del generale, la sua mancata aderenza agli ordini di arrestare l'avanzata il 2 settembre e la sua pericolosa decisione di concentrare tutte le sue forze sull'Ourcq senza preoccuparsi di mantenere la coesione del fronte, abbiano compromesso l'esito della battaglia della Marna per i tedeschi.
Il generale von Kluck, ufficiale dotato di grande risolutezza e forza di volontà, fino alla fine della sua vita mantenne l'opinione che, senza l'ordine di ritirata finale, egli sarebbe stato in grado di raggiungere la vittoria nel suo settore e conquistare Parigi, anche se ammise che neppure questo successo avrebbe potuto essere sufficiente in caso di crollo del fronte tedesco sulla Marna a causa anche delle sue decisioni operative.

## Opere
- Der Marsch auf Paris und die Marneschlacht 1914. Berlin: Ernst Siegfried Mittler und Sohn, 1920. (2ª ed. 1926)